# El Encanto
El Encanto è un distretto dipartimentale della Colombia facente parte del dipartimento di Amazonas.